# Patassy Tibor
Patassy Tibor (Balassagyarmat, 1925. szeptember 12. – Budapest, 2011. július 29.) kétszeres Jászai Mari-díjas magyar színész, érdemes művész.

## Életpályája
1947-ben végzett az Országos Színiegyesület Színiiskolájában. 1947–1949 között Győrött, Szombathelyen, Sopronban játszott. 1949–1952 között a Pécsi Nemzeti Színház tagja volt. 1952–1955 között a Miskolci Nemzeti Színházban lépett fel. 1955-ben egy évadot az Ifjúsági Színházban töltött. 1958-tól egy évig az Állami Déryné Színház színművésze volt. 1968 és 1991 között a győri Kisfaludy Színház tagja volt. 1972-től egy esztendőt a Veszprémi Petőfi Színházban játszott. 1991 óta a kecskeméti Katona József Színház tagja volt.

## Színházi szerepei
A Színházi Adattárban regisztrált bemutatóinak száma: 148, ugyanitt tizenöt színházi fotón is látható.
- Móricz Zsigmond: Úri muri... Parragh; Lekenczey Muki
- Barát Endre: Becsület dolga... Csendőr
- Szofronov: Moszkvai jellem... Viktor
- Afinogenov: Kisunokám... Szényja
- Beecher-Stowe: Tamás bátya kunyhója... Sam néger
- Tur: Villa a mellékutcában... Második titkár
- Földes Mihály: Mélyszántás... Dobos Pista
- Molière: Kényeskedők... La Grange
- Csiky Gergely: Ingyenélők... Tulipán
- Lavrenyov: Amerika hangja... Hell
- Kornyejcsuk: Csillagtárna... Filip Szemenenko
- Gorkij: Jegor Bulicsov és a többiek... Jákov Láptyev
- Gyakonov: Házasság hozománnyal... Nyikoláj Kurocskin
- Mándi Éva: Hétköznapok hősei... Dunai János
- Székely Endre: Aranycsillag... Gulyás
- Gyárfás Miklós: Hatszáz új lakás... Záhony András
- Major Ottó: Határszélen... Simó János őrvezető
- Mihajlov-Szamojlov: Titkos háború
- Gorbatov: Apák ifjúsága... Rjabinyin; Anton
- Kornyejcsuk: Ukrajna sztyeppéin... Grickó
- Katona József: Bánk bán... Tiborc
- Illyés Gyula: Ozorai példa... Ürögi Bence
- Vailland: Foster ezredes bűnösnek vallja magát... Masan
- Klíma: A szerencse nem pottyan az égből... Bousa
- William Shakespeare: Hamlet, dán királyfi... Hamlet
- Kornyejcsuk: Nagy műtét... Városi P.B. titkára
- Lajos-Volly: A borjú... Virágh István
- Hegedüs Géza: Mátyás király Debrecenben... Lőrinc
- Molière: A szeleburdi vagy minden lében kanál... Leander
- Szabó-Balázs: Darázsfészek... Kerekes
- Molnár Ferenc: A Pál utcai fiúk... Ács Feri; Orvos
- Remenyik Zsigmond: Kard és kocka... Simon Pali
- Keszi Imre: Törvényen kívül... Tilajka János
- Vészi Endre: Fekete bárány... Bak
- Jókai Mór: Az aranyember... Fabula
- Beaumarchais: A sevillai borbély... Figaro
- William Shakespeare: A makrancos hölgy... Petrucchio; Hortensio; Biondello
- Schiller: Ármány és szerelem... Ferdinand
- Sós György: Két szem mazsola (A pék)... Forró Márton
- Bródy Sándor: A tanítónő... Ifjú Nagy István
- Jókai Mór: Fekete gyémántok... Berend Iván
- Molnár Ferenc: Olympia... Kovács
- Kohout: Ilyen nagy szerelem... Péter
- G. B. Shaw: Warrenné mestersége... Frank; Gardner
- Jókai Mór: Szegény gazdagok - Fatia Negra... Báró Hátszegi Lénárd; Vámhidy Szilárd
- Rolland: A szerelem és a halál játéka... Claude Vallés
- Taar Ferenc: Örök harag... Író
- Osztrovszkij: Karrier... Golutvin
- Felkai Ferenc: Néro... Lucatius
- Priestley: Váratlan vendég... Gerald
- Gárdonyi Géza: Láthatatlan ember... Vigilász
- Pausztovszkij: Csillagok... Paul
- Lahola: A bosszú... Tomy
- Anouilh: Pacsirta (Jeanne d'Arc, a szűz)... Vádló
- Németh László: Az utazás... Forgács
- Gogol: A revizor... Iskolaigazgató; Anton Antonovics Szkvoznyik-Dmuhanovszkij
- Bolt: Kinek se nap se szél...Morus Tamás... Thomas Cromwell
- Jókai Mór: A kőszívű ember fiai... Haynau tábornagy
- Werfel: A Musa Dagh negyven napja... Szarkisz Kilikjan
- Szophoklész: Oidipusz király... Hírnök
- Jékely Zoltán: Mátyás király juhásza... Burkus király
- Racine: Berenice... Paulinus
- Scserbacsov: Dohányon vett kapitány... Hannibál
- Szophoklész: Antigoné... Őr
- Z. Szabó László: Utolsó stáció... István
- Gerencsér Miklós: Isten városa... Kysilka obsitos
- Fényes Szabolcs: Dunaparti randevú... Forgács Frigyes vezérigazgató
- Vasziljev: A hajnalok itt csendesek... Vaszkov törzsőrmester
- Móricz Zsigmond: Kerek Ferkó... Mihályka
- Cserhalmi Imre: Eszter... Varga
- Vancura: Szőrmók Maci... Őfelsége
- Miller: Pillantás a hídról... Marco
- William Shakespeare: Ahogy tetszik... Jacques
- Euripidész: Iphigeneia Auliszban... Agamemnon
- Ács Kató: Mártonka vasárnapja (Egy faramuci nap története)... Bonifác
- Balzac: A tőzsdelovag... Leopold Verdelin
- Gergely Sándor: Vitézek és hősök... Kovács József
- Sánta Ferenc-Jósfay: Húsz óra... Máté
- Strahl: Éva és Ádám ügyében
- Strahl: Ádám és Éva most és mindig
- Plautus: A bögre... Euclio
- Brehmer: Az a lány... Wof
- Vörösmarty Mihály: Salamon... Vid
- Padisák Mihály: A magunk igaza... Krizsán Imre
- Ben Jonson: A hallgatag hölgy... Hawd
- Molière: Úrhatnám polgár... Filozófiatanár
- Galgóczi-Németh: Kinek a törvénye?... Csehi Géza
- Sartre: Temetetlen holtak... Pellerin
- Usztyinov: Tilosvár... Pusztabendő
- Páskándi Géza: Vendégség... Blandrata György
- Majakovszkij: Gőzfürdő... Optimisztyenko
- Illyés Gyula: Fáklyaláng... Vukovics
- Svarc: A sárkány... Sárkány
- Szép Ernő: Patika... Tanító úr
- Tolsztoj: Háború és béke... Karatajev
- Brecht: Kurázsi mama... Tábori pap
- Arutjunjan: Élünk egymás mellett... Vardan Adamjan
- Csehov: Ványa bácsi... Vojnyickij
- Tamási Áron: Énekes madár... Bakk Lukács
- Krleža: Glembay-vér... Fabriczy-Glembay
- Camoletti: Boldog születésnapot!... Bernard
- Suassuna: A kutya testamentuma... Juao atya
- Feydeau: Megáll az ész!... Cramatier százados
- Csokonai Vitéz Mihály: Az özvegy Karnyóné, s a két szeleburdiak
- Csurka István: Döglött aknák... Moór Jenő
- Gorkij: Éjjeli menedékhely... Mihail Ivanov Kosztiljov
- Turián György: Az aranyhajú királyfi... Udvarmester
- Bíró Lajos: Sárga liliom... Rád János
- Feydeau: A női szabó... Furdebin
- Ödön von Horváth: Mesél a bécsi erdő... Kapitány
- Froissart-Kaiser: A calais-i polgárok, avagy: Egy város becsülete... Jean D'Aire
- Dürrenmatt: Az öreg hölgy látogatása... Tanár
- Hubac: A régi jó zenekar... Miksa
- Kovách Aladár: Téli zsoltár... Pieter van der Maet
- Németh László: Bodnárné... Id. Bodnár János
- Maugham: Csodálatos vagy, Júlia... Weill-Amaury báró
- Sánta Ferenc: Éjszaka (Az áruló)... Eusebius
- Tersánszky Józsi Jenő: Kakuk Marci... Méltóságos
- Madách Imre: Az ember tragédiája... Ádám; Kepler
- Csehov: Sirály... Szorin
- William Shakespeare: Lear király... Gloucester gróf
- Wasserman: Kakukkfészek... Dr. Spivey
- Sartre: A legyek... Jupiter
- Büchner: Danton halála... Payne
- Nusic: A miniszterné... Viktor
- Márai Sándor: A kassai polgárok... Petrus
- Németh László: Széchenyi... Brach
- Örkény István: Macskajáték... Csermlényi Viktor
- William Shakespeare: Szentivánéji álom... Puck
- Hauptmann: Naplemente előtt... Geiger
- Pinter: A születésnap... Petey
- Móricz Zsigmond: Rokonok... A polgármester
- Csiky Gergely: A nagymama... Örkényi báró
- Csehov: Cseresznyéskert... Firsz

## Filmjei
| - Föltámadott a tenger 1-2. (1953) - Rákóczi hadnagya (1953) – Szabó Jóska - Gábor diák (1956) - Szakadék (1956) - Alfa Rómeó és Júlia (1968) – Mentő I. - Pokolrév (1969) - Gyula vitéz télen-nyáron (1970) - Szikrázó lányok (1974) – Dragos - Hajdúk (1975) – Osztrák tiszt - 80 huszár (1978) – Bakos János - Mit csinálsz velem, ha elkapsz? (1978) – Magyar civil (1984-es magyar szinkron) - Rosszemberek (1978) – Pandúr őrmester - Mese habbal (1979) - Psyché 1-2. (1980) – Országgyűlési képviselő IV. - Felhőjáték (1984) - Valahol Magyarországon (1987) | - Rózsa Sándor (1971) - Csillagok változása (1975) - Sztrogoff Mihály 1-7. (1975) – Kissof tábornok (1977-es magyar szinkron) - Néró, a véres költő (1977) – Ancus - Az utolsó nap (1979) - Ez a Józsi ez a Józsi (1979) – Gyulavári - Klapka légió (1983) - Au nom de tous les miens 1-8. (1985) - Johann Sebastian Bach (1985) – Christian Ludwig - Parancsra tettem (1985) - Az ördög talizmánja (1987) - Família Kft. VI. (1996) – Horváth |

### Szinkron
| Év   | Cím     | Szinkron év |
| ---- | ------- | ----------- |
| 1953 | Bűnösök | 1954        |